# Metrobrücke Nowosibirsk
Die Metrobrücke Nowosibirsk (russisch Новосибирский метромост) in der russischen Stadt Nowosibirsk führt die zweigleisige Leninskaja-Linie (Ленинская) der Metro Nowosibirsk über den Ob.
Sie steht etwa 60 m flussaufwärts von der den Namen des Stadtviertels tragenden Oktjabrski-Brücke (Kommunalbrücke).
Das insgesamt 2145 m lange Brückenbauwerk beginnt in der teilweise oberirdischen Station Retschnoi Woksal (Речно́й вокза́л) auf dem östlichen Ufer, führt mit einer 154 m langen Hochbrücke über die sechsspurige Bolshewistskaya ul. zu einem großen, als Widerlager dienenden Pfeiler am rechten Ufer, überquert mit der 896 m langen Hauptbrücke den Ob zu dem entsprechenden Pfeiler am linken Ufer und führt mit einer weiteren, 1095 m langen Vorlandbrücke über die Flussaue bis zu dem Hang mit der Einfahrt in den Tunnel zur Station Studentscheskaja (Студе́нческая).
Die Hauptbrücke ist ein stählerner Hohlkasten, deren Boden im Wesentlichen aus zwei Vollwandträgern in der Längsrichtung und einer orthotropen Platte besteht. Der Hohlkasten ist voll verschlossen, um zu vermeiden, dass im Winter die im Freien abgekühlten Züge in den wärmeren Tunneln beschlagen und außerdem, dass die kalte und im Sommer die heiße Luft in die Tunnel der U-Bahn gelangt. Die ursprünglich vorhandene Reihe kleinerer runder Löcher wurde bald verschlossen, da die Fahrer über die Blendung klagten. Der Hohlkasten lagert auf den beiden großen Uferpfeilern und auf sechs V-förmigen Strompfeilern aus Stahlbeton mit Pfeilerachsabständen von je 128 m, die denen der benachbarten Kommunalbrücke entsprechen. Während diese wegen des Eisgangs noch massive Pfeiler benötigte, konnte die erst nach dem Wasserkraftwerk am Ob gebaute Metrobrücke mit schlanken Pfeilern auskommen. Die temperaturbedingte Längenänderung des Hohlkastens kann bis zu 70 cm betragen, was besondere Lager und Übergangskonstruktionen erforderte. Der Hohlkasten wurde am Ufer montiert und abschnittsweise im Taktschiebeverfahren über den Strom geschoben.
Die Hochbrücke auf dem rechten Ufer ist eine Spannbeton-Plattenbalkenbrücke mit vier Feldern zu je 33 m, die in die Station Retschnoi Woksal hineinreicht. Sie ist mit einem Dach und Seitenwänden aus Trapezblechen verschlossen, wobei die Seitenwände allerdings Fenster haben, die in regelmäßigen Abständen nach unten ausgeklappt werden können.
Die Vorlandbrücke über der Flussaue hat 32 Felder, ebenfalls aus Spannbeton mit Dach und Seitenwänden aus Trapezblech.
Der Bau der Brücke begann im Februar 1980. Im Dezember 1985 wurden die Belastungstests durchgeführt. Der U-Bahnverkehr über die Brücke begann am 7. Januar 1986.